# Razak Nuhu
Abdul Razak Nuhu (Tamale, 14 maggio 1991) è un ex calciatore ghanese, di ruolo difensore.

## Caratteristiche tecniche
Nuhu viene schierato prevalentemente come terzino sinistro. All'occorrenza, può essere impiegato anche da difensore centrale oppure come esterno nel 3-5-2.

## Carriera

### Club
Dopo aver giocato nella Right to Dream Academy, Nuhu è stato ingaggiato dagli inglesi del Manchester City a febbraio 2011. Il 25 marzo dello stesso anno è passato in prestito ai norvegesi dello Strømsgodset. Il 19 giugno ha debuttato nell'Eliteserien, sostituendo Kim André Madsen nella sconfitta per 4-2 in casa del Lillestrøm. Il 28 luglio ha giocato il primo incontro nelle competizioni europee, subentrando a Glenn Andersen nel terzo turno preliminare valido per l'Europa League 2011-2012, perso per 2-1 contro l'Atlético Madrid.
Il 30 gennaio 2014 è passato in prestito ai ciprioti dell'Apollōn Limassol. Ha esordito in squadra il 16 febbraio, schierato titolare nel successo casalingo per 3-0 sull'Enosis Neon Paralimniou. Ha disputato 6 partite in questa porzione di stagione in squadra, tra campionato e coppa. È poi tornato al Manchester City per fine prestito.
Nell'estate 2014 è passato all'Anorthosis a titolo definitivo, legandosi con un contratto triennale. Ha debuttato con questa casacca in data 1º settembre, schierato titolare nella sconfitta per 3-2 maturata sul campo dell'Omonia. Il 3 novembre ha realizzato la prima rete nella massima divisione locale, con cui ha contribuito al successo esterno per 2-3 sul Nea Salamis. È rimasto in squadra per un biennio, in cui ha totalizzato 53 presenze e una rete tra tutte le competizioni.
Dopo due infruttuosi periodi di prova al Kristiansund ed al Vålerenga, in data 10 marzo 2017 ha firmato un contratto con il Fredrikstad, compagine militante in 1. divisjon. Ha esordito in squadra l'11 aprile, schierato titolare nel pareggio per 1-1 contro il Mjøndalen. Al termine di quella stessa annata, il Fredrikstad è retrocesso in 2. divisjon.

### Nazionale
Nuhu conta 2 presenze per il Ghana. Ha esordito il 15 agosto 2012, schierato titolare nel pareggio col punteggio di 1-1 in un'amichevole contro la Cina.

## Statistiche

### Presenze e reti nei club
Statistiche aggiornate al 12 settembre 2020.
| Stagione            | Club                | Campionato          | Campionato | Campionato | Coppe nazionali | Coppe nazionali | Coppe nazionali | Coppe continentali | Coppe continentali | Coppe continentali | Supercoppe | Supercoppe | Supercoppe | Totale | Totale |
| Stagione            | Club                | Comp                | Pres       | Reti       | Comp            | Pres            | Reti            | Comp               | Pres               | Reti               | Comp       | Pres       | Reti       | Pres   | Reti   |
| ------------------- | ------------------- | ------------------- | ---------- | ---------- | --------------- | --------------- | --------------- | ------------------ | ------------------ | ------------------ | ---------- | ---------- | ---------- | ------ | ------ |
| 2011                | Strømsgodset        | ES                  | 11         | 0          | CN              | 0               | 0               | UEL                | 1                  | 0                  | -          | -          | -          | 12     | 0      |
| 2012                | Strømsgodset        | ES                  | 25         | 1          | CN              | 4               | 0               | -                  | -                  | -                  | -          | -          | -          | 29     | 1      |
| 2013                | Strømsgodset        | ES                  | 6          | 0          | CN              | 2               | 0               | UEL                | 2                  | 0                  | -          | -          | -          | 10     | 0      |
| Totale Strømsgodset | Totale Strømsgodset | Totale Strømsgodset | 42         | 1          |                 | 6               | 0               |                    | 3                  | 0                  |            | -          | -          | 51     | 1      |
| gen.-giu. 2014      | Apollōn Limassol    | A                   | 5          | 0          | CC              | 1               | 0               | -                  | -                  | -                  | -          | -          | -          | 6      | 0      |
| 2014-2015           | Anorthosis          | A                   | 28         | 1          | CC              | 4               | 0               | -                  | -                  | -                  | -          | -          | -          | 32     | 1      |
| 2015-2016           | Anorthosis          | A                   | 20         | 0          | CC              | 1               | 0               | -                  | -                  | -                  | -          | -          | -          | 21     | 0      |
| Totale Anorthosis   | Totale Anorthosis   | Totale Anorthosis   | 48         | 1          |                 | 5               | 0               |                    | -                  | -                  |            | -          | -          | 53     | 1      |
| 2017                | Fredrikstad         | 1D                  | 18         | 0          | CN              | 0               | 0               | -                  | -                  | -                  | -          | -          | -          | 18     | 0      |
| 2018-2019           | Al-Washm            | 1D                  | ?          | ?          | -               | -               | -               | -                  | -                  | -                  | -          | -          | -          | 18     | 0      |
| Totale              | Totale              | Totale              | 113+       | 2+         |                 | 12+             | 0+              |                    | 3                  | 0                  |            | -          | -          | 128+   | 2+     |

### Cronologia presenze e reti in Nazionale
| Cronologia completa delle presenze e delle reti in nazionale ― Ghana | Cronologia completa delle presenze e delle reti in nazionale ― Ghana | Cronologia completa delle presenze e delle reti in nazionale ― Ghana | Cronologia completa delle presenze e delle reti in nazionale ― Ghana | Cronologia completa delle presenze e delle reti in nazionale ― Ghana | Cronologia completa delle presenze e delle reti in nazionale ― Ghana | Cronologia completa delle presenze e delle reti in nazionale ― Ghana | Cronologia completa delle presenze e delle reti in nazionale ― Ghana |
| Data                                                                 | Città                                                                | In casa                                                              | Risultato                                                            | Ospiti                                                               | Competizione                                                         | Reti                                                                 | Note                                                                 |
| -------------------------------------------------------------------- | -------------------------------------------------------------------- | -------------------------------------------------------------------- | -------------------------------------------------------------------- | -------------------------------------------------------------------- | -------------------------------------------------------------------- | -------------------------------------------------------------------- | -------------------------------------------------------------------- |
| 15-8-2012                                                            | Xi'an                                                                | Cina                                                                 | 1 – 1                                                                | Ghana                                                                | Amichevole                                                           | -                                                                    |                                                                      |
| 11-9-2012                                                            | Monrovia                                                             | Liberia                                                              | 2 – 0                                                                | Ghana                                                                | Amichevole                                                           | -                                                                    |                                                                      |
| Totale                                                               |                                                                      | Presenze                                                             | 2                                                                    |                                                                      | Reti                                                                 | 0                                                                    |                                                                      |

## Palmarès

### Competizioni nazionali
- Campionato norvegese: 1

Strømsgodset: 2013